# Ordre de bataille lors de la bataille de Dakar
Ce qui suit est l'ordre de bataille des forces navales en présence lors de la bataille de Dakar, pendant l'opération Menace, qui opposa du 23 au 25 septembre 1940, les Forces françaises libres (FFL) commandées personnellement par le général de Gaulle et les forces navales britanniques commandées par le vice amiral John Cunningham d'une part, et les forces navales françaises sous le commandement du vice-amiral Lacroix et du contre-amiral Landriau , sous l'autorité du gouverneur général Boisson, d'autre part.

## Alliés

### Royaume-Uni

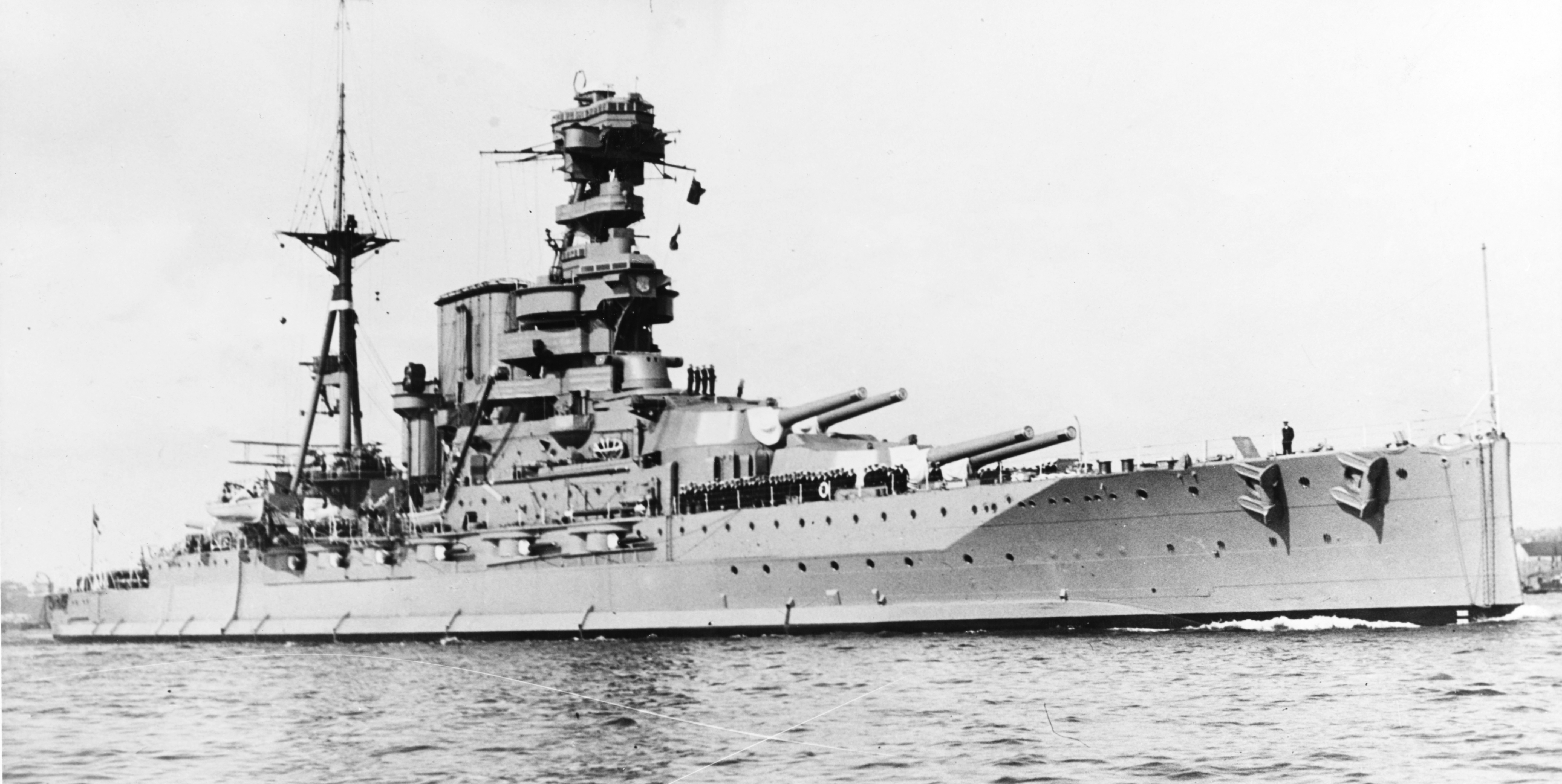
Le.

- Porte-avions :
  - HMS Ark Royal
- Cuirassés:
  - HMS Barham
  - HMS Resolution
- Croiseurs lourds :
  - HMAS Australia
  - HMS Cumberland
  - HMS Devonshire
- Croiseurs légers :
  - HMS Dragon
  - HMS Delhi
- Destroyers :
  - HMS Echo
  - HMS Eclipse
  - HMS Escapade
  - HMS Faulknor
  - HMS Foresight
  - HMS Forester
  - HMS Fortune
  - HMS Fury
  - HMS Greyhound
  - HMS Inglefield
- Dragueurs de mines :
  - HMS Bridgewater (en)
  - HMS Milford (en)
- Cargo:
  - 1 cargo britannique
- Transports :
  - 3 paquebots
- 101st brigade des Royal Marines

### Forces françaises libres
- Avisos :
  - Commandant Dominé
  - Commandant Duboc
- Aviso colonial :
  - Savorgnan de Brazza
- Patrouilleur :
  - Président-Houduce
- Cargos:

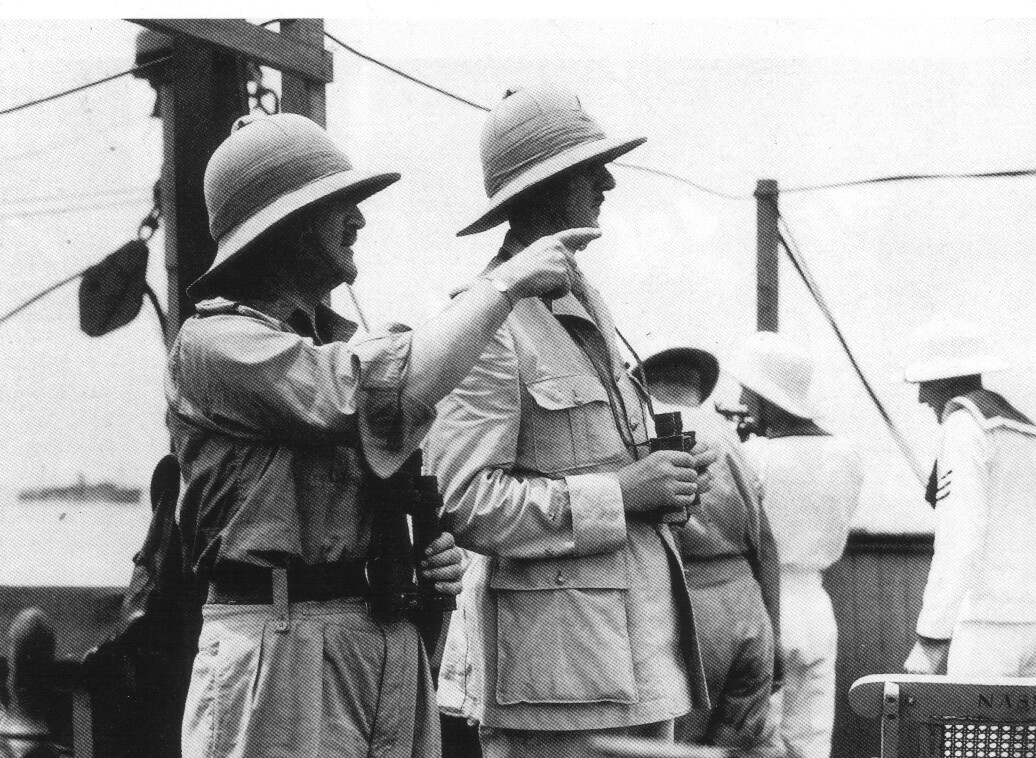
Spears et De Gaulle en route vers Dakar sur le paquebot Westernland.

  - 4 cargos Anadyr, Nevada, Fort-Lamy, Casamance
- Infanterie :
  - 13e demi-brigade de Légion étrangère

### Pologne
- Transport :
  - MS Sobieski (en) (paquebot polonais)

### Pays-Bas
- Transports :
  - SS Westernland (paquebot néerlandais),
  - SS Pennland (paquebot néerlandais),

## Marine nationale française
Toutes les forces navales et terrestres présentes en Afrique-Occidentale française, fin novembre 1942, reprendront le combat avec les Alliés.
Marine AOF
Contre-amiral Landriau, sous l'autorité de l'Amiral Afrique à Casablanca)
- Cuirassé :
  - Richelieu
- Torpilleur :
  - Hardi
- Avisos :
  - Calais
  - Commandant Rivière
  - D'Entrecasteaux
  - D'Iberville
  - Gazelle
  - La Surprise
- Sous-marins:
  - Persée (coulé le 23 septembre 1940)
  - Ajax (coulé le 24 septembre 1940)
  - Bévéziers
- Pétrolier ravitailleur
  - La Garonne

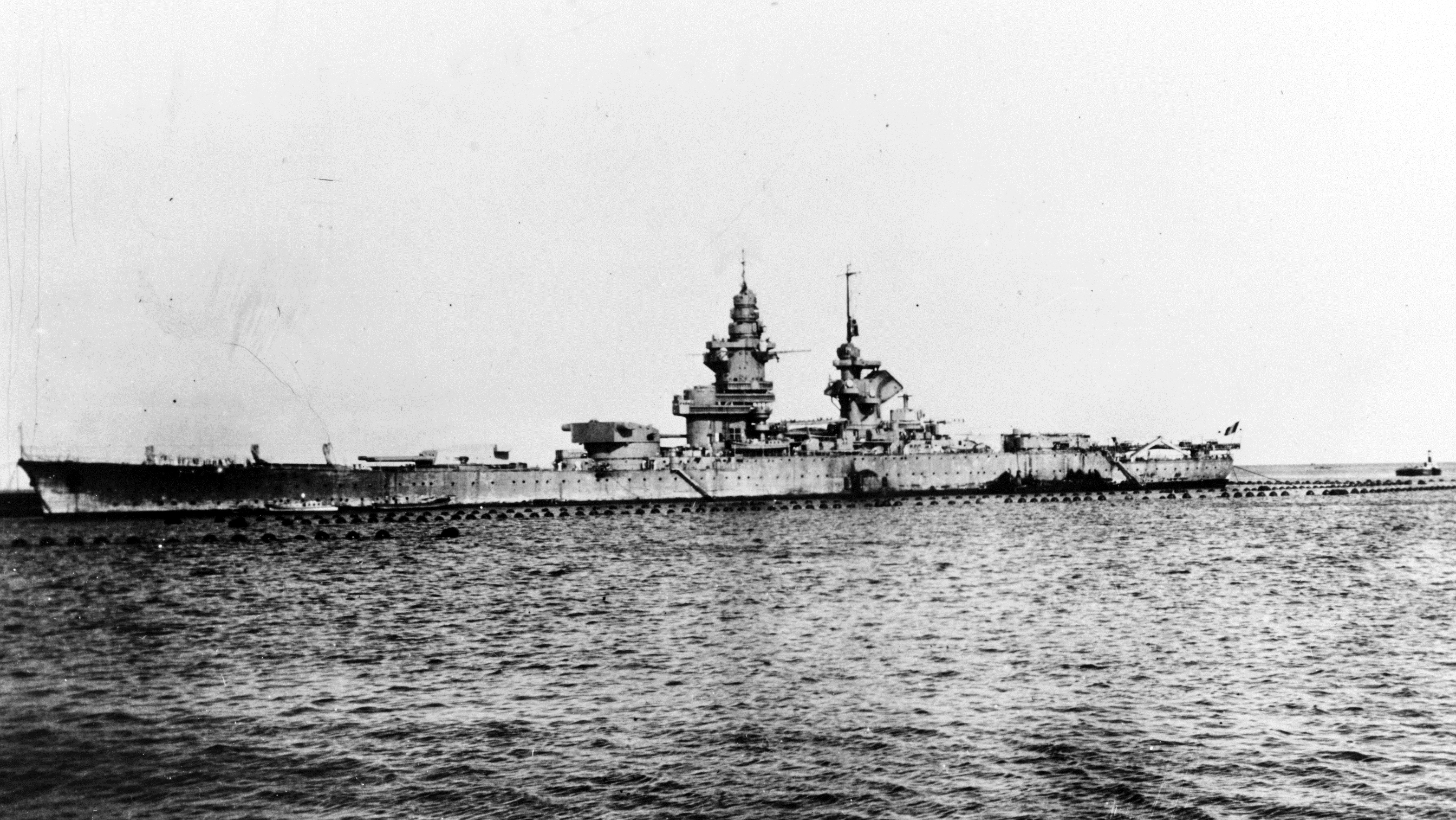
Le à Dakar, avec les trois télépointeurs sur sa tour avant et ses installations d'aviation à l'arrière

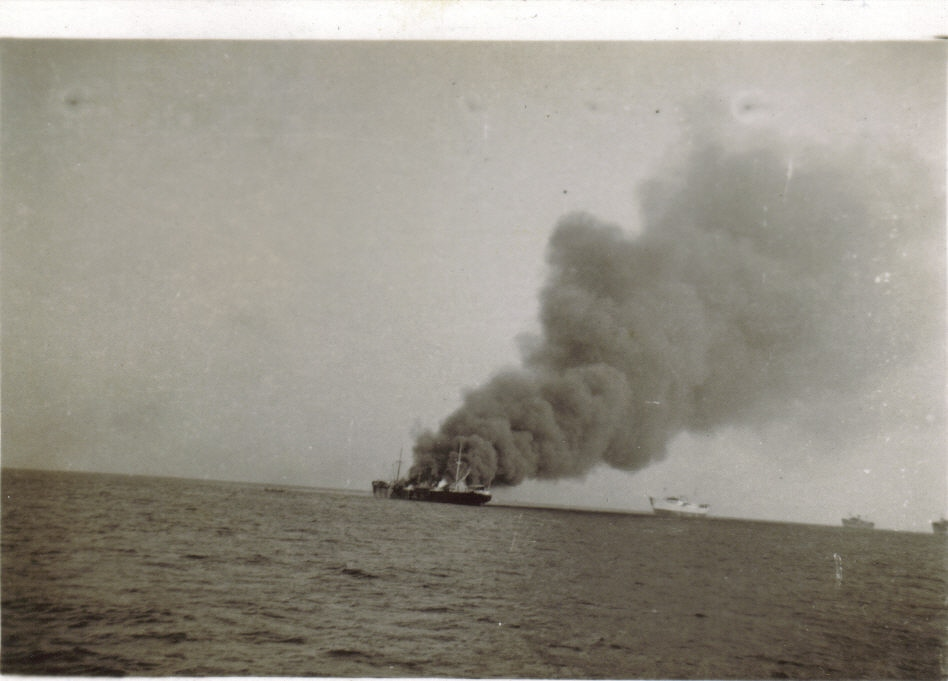
Le SS Tacoma en feu

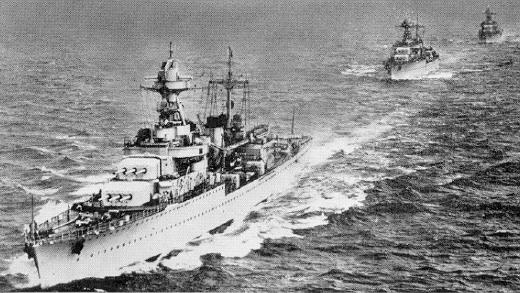
Les croiseurs de la 4e D.C.

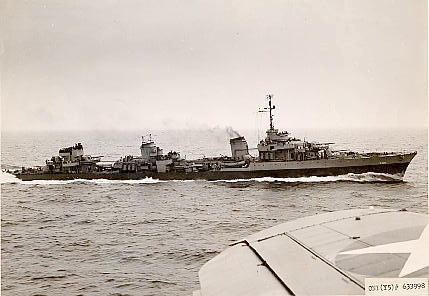
Le Fantasque vers 1943.

- 1re division de croiseurs auxiliaires
Contre-amiral Cadart
  - El Djezair
  - El Kantara
  - El Mansour
  - Ville d'Oran
  - Victor Schœlcher
- Bâtiments de commerce :
  - SS Porthos[1](endommagé à Dakar)
  - SS Tacoma (coulé entre Dakar et l'île de Gorée)
  -  SS Sally Maersk

Force Y
(Vice-amiral Lacroix sous l'autorité directe de l'amiral de la Flotte Darlan, Commandant-en-Chef des Forces Maritimes Françaises)
- 4e division de croiseurs:
  - Georges Leygues 
  - Montcalm
- 10e division de contre-torpilleurs :
  - Le Fantasque
  - Le Malin
  - L'Audacieux